# 武汉轻工大学
武汉轻工大学是位于湖北省武汉市的一所大学，以轻工食品类学科为特色，地址为武汉市东西湖区学府南路68号。武汉轻工大学（Wuhan Polytechnic University）是全国最早培养粮食行业专门人才的学校 [1]  ，是国家粮食和物资储备局与湖北省人民政府共建高校、湖北省国内一流学科建设高校，入选第一批卓越农林人才教育培养计划。
学校源于1951年创办的武汉市会计中等技术学校，曾先后隶属于原国家粮食部、商业部、国内贸易部；1980年，经国务院批准组建武汉粮食工业学院；1993年，改名为武汉食品工业学院；1998年实行中央和地方共建、以湖北省管理为主的管理体制；1999年，改名为武汉工业学院；2000年和2003年，原武汉交通卫生学校和原湖北省通用技术工程学校先后整体并入；2013年，更名为武汉轻工大学。
截至2018年5月，学校有2个校区，办学用地面积近100万平方米，校舍建筑面积51万平方米，图书馆馆藏纸质文献151余万册，教学科研仪器设备值2.7亿元；有教职工近1400人，专任教师890余人；全日制在校本专科生、研究生17000余人；设14个教学院（部），举办有国际教育学院和继续教育学院，开办64个本科专业、9个专科专业；拥有一级学科硕士点13个、二级学科硕士点63个、硕士专业学位授权类别6个、硕士专业学位授权领域10个。

## 历史沿革
- 1951年，创建武汉工业学院，是全国最早一所培养粮食行业专门人才的学校。曾先后隶属于原国家粮食部、商业部、国内贸易部。
- 1998年，实行中央和地方共建，以湖北省管理为主的体制，是湖北省和国家粮食局重点支持建设的普通高校。
- 2013年，武汉工业学院更名为武汉轻工大学。[2]

## 院系设置
武汉轻工大学设有17个教学单位。
- 食品科学与工程学院
- 生命科学与技术学院（原生物与制药工程学院）
- 化学与环境工程学院
- 机械工程学院
- 动物科学与营养工程学院
- 电气与电子工程学院
- 数学与计算机学院
- 土木工程与建筑学院
- 管理学院（原经济与管理学院）
- 经济学院（原经济与管理学院）
- 艺术设计学院（原艺术与传媒学院）
- 人文与传媒学院（原艺术与传媒学院）
- 医学与健康学院（原医学技术与护理学院）
- 外国语学院
- 马克思主义学院
- 硒科学与工程现代产业学院
- 体育课教学科研部

## 中国油脂博物馆
中国油脂博物馆（The Oils and Fats Museum of China）座落于武汉轻工大学，是由中国粮油学会油脂分会和武汉轻工大学共建共管的一座高质量、高水平的博物馆，也是我国唯一的一座油脂博物馆。她筹建于2016年4月，是在国家粮食和物资储备局、湖北省人民政府、中国粮油学会、众多油脂企业和武汉轻工大学校友的鼎力支持下，筹备六年精心打造而成的，其新馆于2021年10月1日正式揭牌开馆。
中国油脂博物馆总建设经费为2660余万元，室内展陈面积2000余平方米，总面积3000余平方米，馆藏展品丰富，包括文物1200余件，书籍资料6000余册，油料标本及油品1000余种，是湖北省科普教育基地、武汉轻工大学思想政治理论课实践教学基地。 
中国油脂博物馆坚持公益性原则，向社会和公众免费开放，全年开放300天，每年可接待参观者30000余人次。作为中国粮油学会油脂分会、高校和油脂企业之间的桥梁和纽带，中国油脂博物馆是油脂文化的展示基地、油脂技术人才的教育与培养基地、油脂科技的研发与创新成果展示基地、油脂国际交流与合作基地和爱国主义教育基地。 
中国油脂博物馆的展陈是对油脂发展历程的全方位展示，包括古代油脂、近代油脂工业发展、油脂行业名家名人、油脂分会发展沿革、油脂名校名企、油脂标准、油脂科普、国家油脂安全等八大展区，并配以一个临展区。每个展区都有丰富的藏品及相关油脂文化的展陈品。 （页面存档备份，存于）